# Santuario della Madonna di Campocavallo
Il santuario della Beata Vergine Addolorata sorge nel territorio comunale di Osimo (AN), nella frazione di Campocavallo. Fu edificato tra il 1892 e il 1905 per volere di don Giovanni Sorbellini, in seguito ad un prodigio avvenuto nella chiesetta preesistente.
Dal 2008 al 2021 nel Santuario della Madonna Addolorata è stata celebrata la Missa Tridentina, cioè la Santa Messa tradizionale di rito latino.

## Storia

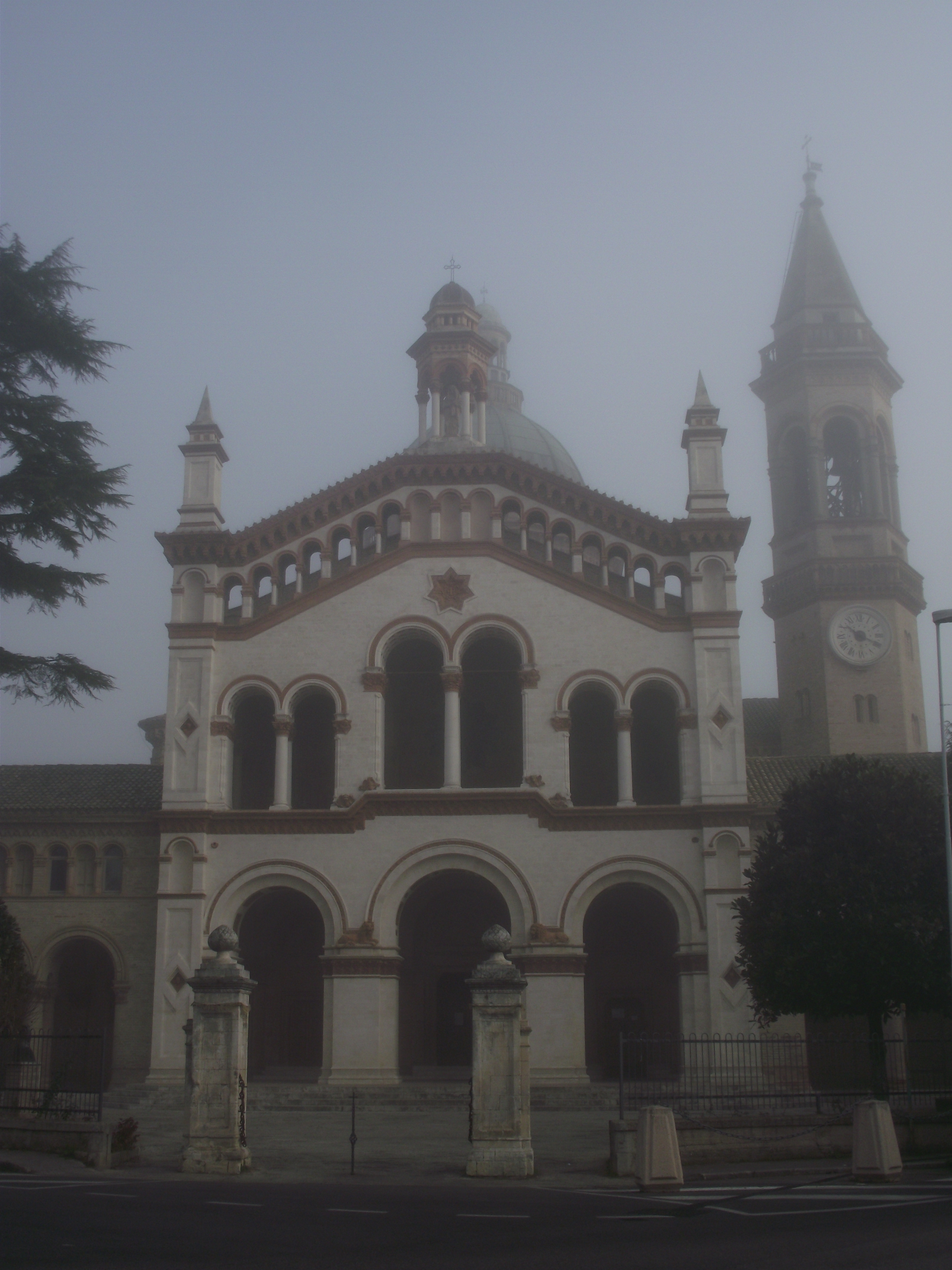
La facciata

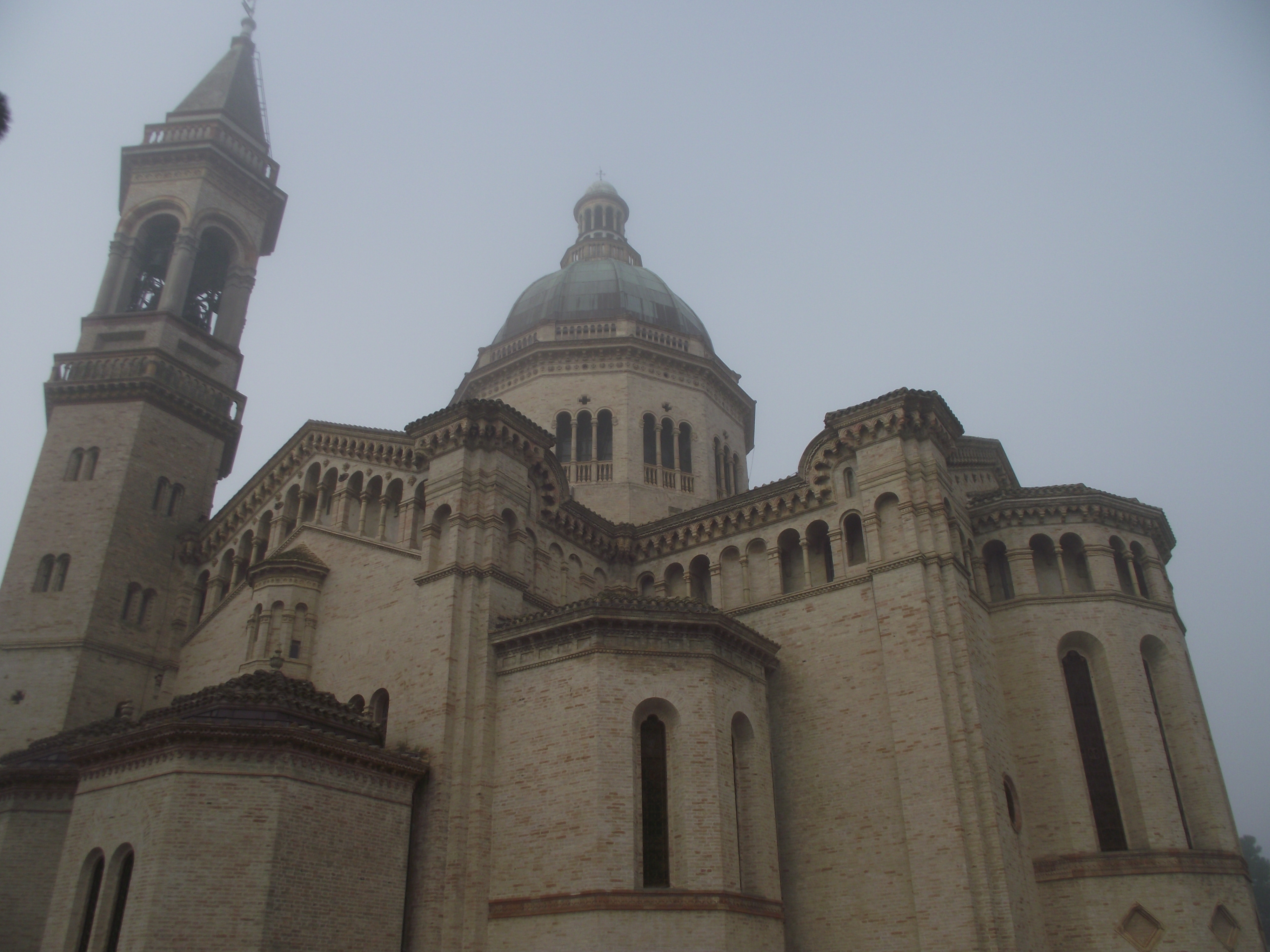
Veduta della parte absidale

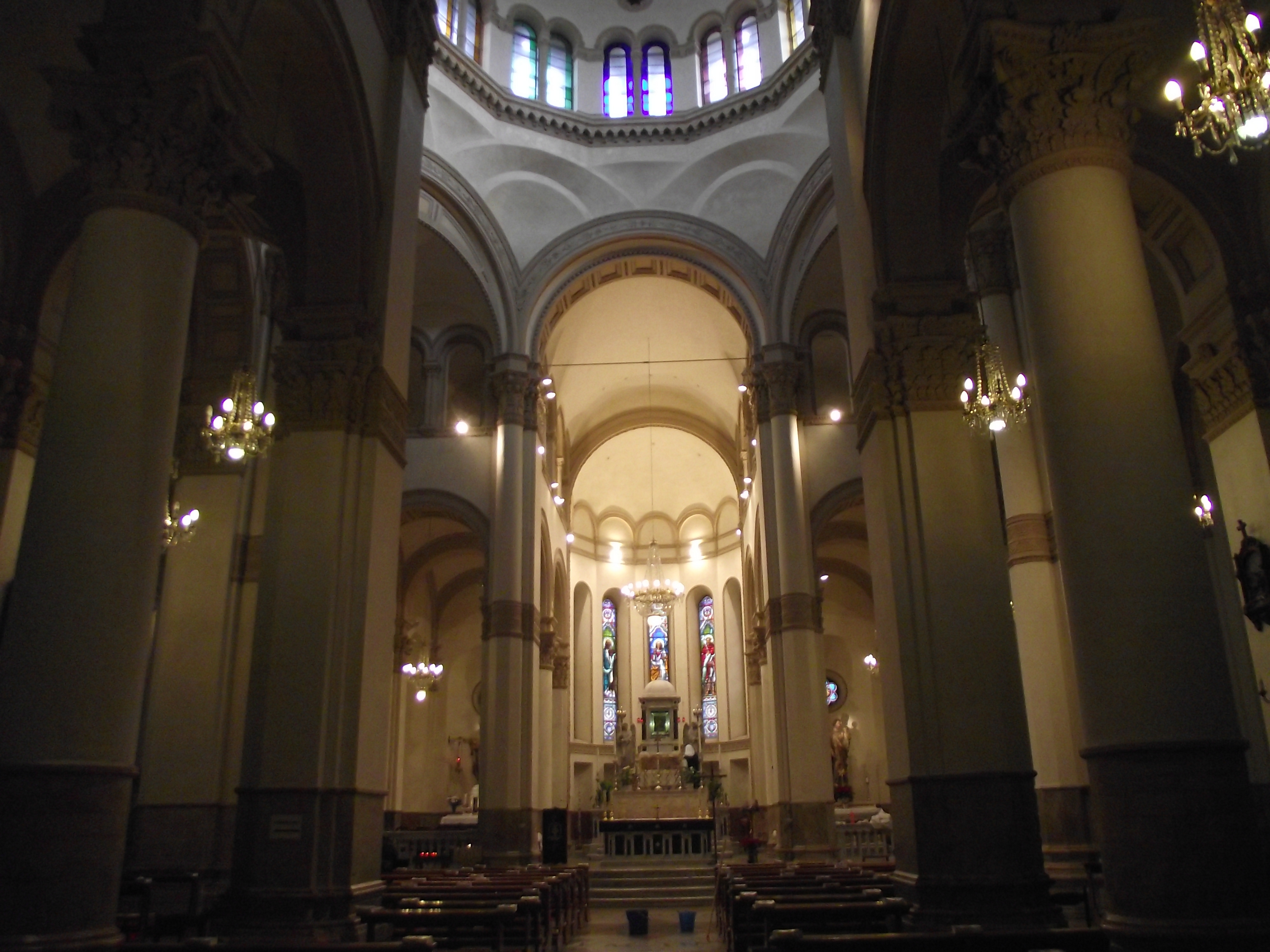
L'interno

### Il prodigio
Campocavallo oggi è una frazione molto popolosa, che si estende nella vallata del fiume Musone, a tre chilometri verso sud da Osimo; ma alla fine del 1800 non era altro che un crocevia tra Jesi, Loreto, Castelfidardo e Recanati, munito di una chiesetta. In essa era stata posta da don Sorbellini un'immagine oleografica della Madonna Addolorata, ottenuta dietro compenso da un mercante ambulante. Il 16 giugno 1892,  giorno del Corpus Domini, l'immagine sudò lacrime. Il giorno seguente, 17 giugno, sotto gli occhi di diversi e autorevoli testimoni, la Vergine raffigurata nel quadro mosse gli occhi; il prodigio continuò per dieci anni consecutivi. Subito la notizia del prodigio fece riversare a Campocavallo pellegrini e fedeli provenienti da tutta Italia e anche dal resto d'Europa.

### La costruzione e i restauri
L'edificazione del santuario fu subito affidata da Don Sorbellini all'architetto osimano Costantino Costantini (1854-1937) nel 1892. La prima pietra venne posata il 10 dicembre del 1892. I lavori delle chiesa vera e propria si svolsero con rapidità e si conclusero nel 1905. Il 21 settembre 1905 il Santuario venne consacrato e tre giorni dopo dedicato alla Madonna. Nel 1913 la costruzione del campanile venne conclusa e fu popolato di campane. Don Giovanni Sorbellini morì il 18 luglio 1918. Gli succedettero Don Arturo Cutoloni e Don Ludovico Amadini. Il 25 settembre 1932 avvenne l'incoronazione dell'immagine con una solenne celebrazione. La mattina del 30 marzo del 1938, quando il custode aprì il Santuario, si accorse che il quadro era stato rubato. Lo stesso venne ritrovato in tarda mattinata, poco distante, lacerato in vari punti a causa dello strappo dei preziosi che lo ornavano. Nel 1948 arrivò nel Santuario l'Ordine dei Servi di Maria. Nella notte tra il 23 e il 24 aprile 1976 una nuova banda di ladri rubò il quadro. Anche questa volta venne ritrovato ulteriormente lacerato. Nell'autunno del 1986 i Servi di Maria lasciarono il Santuario per cedere il posto al Clero diocesano. Dal 2001 il santuario è custodito dai Frati Francescani dell'Immacolata. Dal 2005 al 2007 sono stati eseguiti imponenti lavori di ristrutturazione ed oggi il santuario domina il centro della trafficata frazione, affiancato dal pregevole campanile.

## Architettura
Lo stile scelto rispecchia l'Eclettismo che dominava nel periodo in Europa. Sia nell'interno che nell'esterno la caratteristica dominante è l'arco a sesto rialzato

### Interno
All'interno il santuario è posto in tre navate, divise da dieci pilastri e sei colonne. La pianta è a croce latina. Nell'edicoletta marmorea dell'abside domina la figura di Nostra Signora dei Sette Dolori. Fatto di materiale laterizio, il santuario è piacevole per la semplicità delle linee in stile neo-rinascimentale lombardo e l'ampio respiro delle arcate. Nel Santuario sono presente diverse cappelle: la cappella di San Vincenzo Ferreri (con le vetrate di Santa Rosa da Lima, San Domenico e Santa Caterina da Siena); la cappella di Sant'Antonio di Padova (con le vetrate di San Francesco, Papa Leone XIII e Sant'Antonio di Padova) e la cappella del Crocifisso. Sono presenti anche numerose statue di rara bellezza: dell'Addolorata, di Sant'Antonio Abate, di Sant'Antonio di Padova, di San Giuseppe sposo di Maria, un bellissimo Sacro Cuore di Gesù, la statua di San Vincenzo Ferreri e quella di Sant'Isidoro agricoltore.
Sulla cima della cupola svetta, protetta a sua volta da una seconda semi-sfera, una statua della Madonna.

## La Festa del Covo
A Campocavallo, fin dal 1939, nel mese di agosto si celebra la Festa del Covo. Il cosiddetto covo, espressione della fede e della cultura contadina della zona, è un carro che presenta una costruzione fatta quasi interamente da spighe di grano intrecciate. Viene portato in processione in onore della Vergine e ogni anno rappresenta una diversa immagine di carattere religioso.

## Biografia
Marino Cecconi, Paolo Sconocchini, Il Santuario di Campocavallo, 1988